# Avenue Ernest-Reyer
L'avenue Ernest-Reyer est une voie du 14e arrondissement de Paris en France.

## Situation et accès
L'avenue Ernest-Reyer est desservie à proximité par la ligne 4 à la station Porte d'Orléans et par la ligne 3a du tramway d'Île-de-France.

## Origine du nom

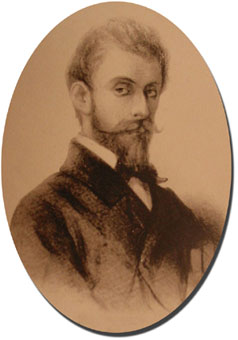
Ernest Reyer, vers 1848.

Elle porte le nom du compositeur Ernest Reyer (1827-1909).

## Historique
Cette avenue est ouverte en 1926, par la ville de Paris, sur l'emplacement du bastion no 79 de l'enceinte de Thiers, partie sur l'ancien territoire de Montrouge annexé à Paris par décret du 3 avril 1925, et prend sa dénomination actuelle par arrêté du 12 octobre de la même année.
En 1931, le tronçon compris entre rue Émile-Faguet et la place du 25-Août-1944 prend le nom d'avenue Paul-Appell.